# Vårdmuseet
Vårdmuseet i Västerås är en samling av gamla vård- och apoteksmiljöer som invigdes 2016 i Västerås lasarett, gamla lasarettet (1928 års lasarett), ingång 6. Museet är iordningställt av Medicinhistoriska sällskapet Westmannia.
Museet invigdes i november 2016 av Landshövding Minoo Akhtarzand 
Museet består ett antal rum med föremål och en samlingssal. Här finns inredning i sjukhussalar, tidig röntgenutrustning, operationsbord och ett rum som visar psykiatrisk vård i gångna tider. Utrustningen är insamlad från sjukhusen i Västerås, Sala och Köping. Det finns föremål från 1700-talet och framåt.
Museet är öppet efter kontakt med Medicinhistoriska sällskapet Westmannia.